# Chronologie de l'altermondialisme
 (décembre 2019).
Cet article établit une chronologie de l'altermondialisme, de ses origines à aujourd'hui.

## Chronologie succincte des mouvements altermondialistes
Les oppositions à la mondialisation telle qu'elle se présente aujourd'hui semblent démarrer dans les années 1980 dans les pays du Sud avec la lutte contre la dette du Tiers monde,  et dans les pays du Nord, avec la recherche d'alternatives à la croissance et à la consommation énergivores.
Dans les années 1990, commencent à se faire jour des mobilisations internationales, qui ne commenceront à être connues et médiatisées qu'à partir de la mobilisation contre l'OMC à Seattle. Pour les mouvements sociaux, il y a vraiment un avant et un après Seattle. Le mouvement se reconnaît et est reconnu comme altermondialiste. Il existe une fraction antimondialiste.
Ensuite dans les années 2000, avec notamment les forums sociaux mondiaux, l'altermondialisme entre dans une phase d'organisation de rencontres permettant aux associations altermondialistes de constituer des réseaux, de débattre, de penser à des propositions alternatives. Des représentants d'ONG sont invités en 2000 et 2001 au Forum économique mondial (Davos). Les mobilisations continuent avec une revendication supplémentaire, l'opposition à la guerre en Irak.
Cette phase montre une certaine tendance à l'institutionnalisation de structures telles les forums sociaux, conjointement à la création de réseaux de mouvements locaux, et aussi un désintérêt croissant de l'opinion publique pour ces thèses, notamment en France qui fut l'un de leurs berceaux.
Rappelons que l'altermondialisme prend des racines dans l'opposition à la mondialisation néo-libérale et est encore nommée antiglobalisation (et ses militants les antimondialistes renommés pour la majorité des mouvements à la fin des années 1990 : altermondialistes), par exemple dans le monde anglophone bien que ce terme y soit également contesté.

### Les années 1980 (prémices)
Émergence des protestations dans certains pays du Tiers Monde contre la Banque mondiale et les mesures du FMI (Ajustement structurel) et des rencontres internationales d'ONG pour des sommets parallèles ou des alternatives économiques. Croissance du mouvement écologiste amorcé dans les années 1970 et fondation aux États-Unis, Royaume-Uni, Allemagne de l'Ouest, etc. de groupes écologistes radicaux.
- 1972 : Sommet de Stockholm sur l'Environnement Humain et Forum associatif, sur un terrain d'aviation abandonné laissé à disposition par la mairie[1].
- 1982 : Début de la crise de la dette pour les pays du Tiers monde (notamment la crise mexicaine)
- 1983 : Mexique constitution de l'armée zapatiste de libération nationale (EZLN) et du mouvement urbain populaire (MUP).
- 1984 : Londres G7 organisation parallèle de L'autre sommet économique, (The Other Economic Summit - TOES)[2]
- 1985 : Inde manifestations massives contre des projets de grands barrages de la BM
- 1988 : Berlin-Ouest contre-sommet BM/FMI[3]
- 1989 : Paris G7: Sommet alternatif, the other economic summit, TOES 89[4] et manifestation, concert de protestation « ça suffit comme ça »

### Les années 1990
- Émergence de campagnes internationales par ex « campagne vêtements propres » (clean clothes) promues par des ONG internationales, et à la fin des années 1990, campagnes pour l'abolition de la dette du Tiers monde ; l'affaire McLibel, long procès opposant des militants écologistes et McDonald's, création de coordinations internationales d'associations de terrain : Via Campesina[5], Action Mondiale des Peuples, etc., fondation d'ATTAC.

Au niveau européen : Marches européennes contre le chômage (1996),
au niveau des pays : grands mouvements nationaux de grève (Corée ; France en 1995), etc. Mouvement des sans-terre (Brésil), actions de mouvements écologistes radicaux au R-U, etc.

#### 1992
- En Amérique du Sud, des organisations indigènes commémorent les "500 ans de résistance à la colonisation" : la CONAIE en Équateur. première journée sans achat qui sera reprise plus tard internationalement par Adbusters, invitant à une réflexion sur la surconsommation.
- Juin : Rio de Janeiro, Brésil Forum mondial de 1992, 17 000 personnes, y compris 7 150 ONG de 165 pays pour deux semaines de manifestations, conférences et expositions parallèlement au deuxième Sommet de la Terre de Rio[6].

#### 1993
- Octobre : Bangalore en Inde : manifestations de plus de 500 000 personnes pour protester contre le cycle de négociations de l'OMC (Uruguay round)[7]
- La BM accepte de mettre en place un Conseil d'Inspection indépendant qui pourra enquêter sur les plaintes des communautés affectées par des projets de la BM suspectés de n'avoir pas respecté les procédures légales.
- Création de Via Campesina
- Sortie de l'ouvrage de Pierre Bourdieu, La Misère du monde

#### 1994
En Inde, dans la vallée de Narmada, après des années de protestations locales, relayées internationalement par notamment Vandana Shiva et Arundhati Roy, la BM abandonne un projet de barrage à la demande de l'Inde.
- Janvier
  - Manifestation contre l'Accord de libre-échange nord-américain (ALENA)[Qui ?] [Où ?]
- Octobre Madrid : forum alternatif « Les autres voix de la planète », avec notamment pour les pays les moins avancés, une remise en question du modèle économique de développement

#### 1995
- Création de la coalition d'associations Les autres voix de la planète (continuation de 50 ans, c'est assez)[9].

#### 1996
Lancement de l’initiative pays pauvres très endettés par la BM/FMI
Développement du concept de « souveraineté alimentaire » par Via Campesina
- Juin : sommet du G7 à Lyon, Chômage, guerre, dette, ça suffit, coordonnée par Les autres voix de la planète[9]
- Juillet : révolte au Chiapas, Mexique : l'EZLN organise la première rencontre intercontinentale pour l'humanité et contre le néolibéralisme à Aguascalientes, 6 000 participants du monde entier
- Novembre : Manille Philippines : 130 000 manifestants[10] contre l'APEC ou Coopération économique pour l'Asie-Pacifique.

#### 1997
Les négociations de l'Accord multilatéral sur l'investissement (AMI) ont commencé à L'OCDE en 1995. L'AMI est révélé au public en 1997, d'abord au Canada par l'organisation de Maude Barlow et Tony Clarke : Council of canadians The Council of Canadians - Le Conseil des canadiens, puis aux États-Unis, enfin en France par l'association Ecoropa et l'Observatoire de la mondialisation. C'est le début d'une mobilisation qui réunit d'abord quelques environnementaliste et syndicalistes. Très vite celle-ci va prendre de l'ampleur et s'étendre à l'Inde, à plusieurs pays européens, à la Nouvelle-Zélande... (voir avril 98)

Crise de l'Asie du Sud-est
- Dates Manifestations contre la Banque mondiale et le FMI en Afrique du Sud.
- Juillet : (25 juillet au 2 août) : Espagne seconde Rencontre intercontinentale des peuples contre le néolibéralisme : idée d'une coordination de groupes de base (qui donnera naissance à l'AMP)
- Décembre : Parution du numéro de décembre 1997 du journal Le Monde diplomatique, dans lequel son directeur, Ignacio Ramonet, publie un éditorial intitulé Désarmer les marchés[11] et appelant à créer la dite « Association pour une taxe Tobin d'aide aux citoyens ». Cet appel reçut des milliers de réponses et fut ainsi à l'origine de la création de ATTAC, la première organisation faisant la promotion de l'idée d'une taxe sur les transactions financires et qui se dénomma plus tard « altermondialiste » parce que proclamant qu'« un autre monde est possible ».

#### 1998
- Février : création de Action mondiale des peuples

Le 16 février, premier meeting contre l'AMI en France au Théâtre de l'Odéon à Paris ; la réunion est organisée par les premières ONG mobilisées et avec le soutien du Syndicat Français des Artistes. S'y retrouvent de nombreuses personnalités, intellectuels, chercheurs, économistes, animateurs de mouvements sociaux, artistes dont Jeanne Moreau, Bertrand Tavernier, Cédrick Klapisch...
- 27 et 28 avril : réunion ministérielle à l'OCDE pour finaliser les négogations sur l'AMI. Sous la pression des mobilisations, notamment une mobilisation exemplaire sous les fenêtres de l'OCDE, la France se retire - annonce faite à l'Assemblée nationale par Lionel Jospin, alors premier ministre, et entraînant la suspension des négociations[Note 4].
- Mai
  - Angleterre sommet du G8 sur l'allègement de la dette : 70 000 manifestants à Birmingham. Le sommet doit être déplacé.
  - deuxième conférence ministérielle de l'OMC à Genève, pour les 50 ans du GATT : manifestations dans 17 villes dans le monde, dont Genève. 200 000 personnes à Hyderabad Inde
- Juin : création de l'association ATTAC en France
- Septembre : BM New Delhi Inde 100 000 personnes
- Décembre : sommet européen, appel de Vienne, (propositions alternatives économiques) lancé par les Marches européennes[Note 5]

#### 1999
Campagne internationale pour l'annulation de la dette du Tiers-Monde (Jubilé Sud)
- Création d'Indymedia
- Juin
  - Cologne Sommet du G8, manifestation et remise d'une pétition (20 millions de signatures) pour l'annulation de la dette
  - J18 - 18 juin : une journée internationale de manifestations festives - à Londres 10 000 personnes pénètrent dans la City (cf. Reclaim the streets)
  - Caravane intercontinentale : 500 personnes dont 400 paysans indiens traversent les continents
- Date ?  Manifestations contre la Banque mondiale et le FMI - Roumanie (19 mai 1999 à Bucarest), Mexique, Argentine
- Août : Millau France démontage d'une sandwicherie McDonald's en chantier à Millau par des membres du syndicat agricole français Confédération paysanne, affaire qui deviendra célèbre dans la lutte contre la « malbouffe ».
- 30 novembre-décembre : Seattle, EU, sommet de l'OMC : des manifestations (50 000 personnes) réussissent à bloquer l'événement. présence massive de l'AFL-CIO. de nombreuses manifestations se déroulent dans diverses villes partout dans le monde. Début médiatisé des « groupes d'affinité » (exemple : DAN direct action network).

### Les années 2000
L'après Seattle, les forums sociaux, etc.

#### 2000
- Janvier : parution de No Logo, la tyrannie des marques de Naomi Klein
- Avril
  - Washington, DC : semaine de mobilisation, manifestation (10  à   15 000 personnes) contre la réunion de l'OMC, 1 300 personnes arrêtées[12].
  - Kenya manifestation contre la dette,
  - Bolivie, des manifestations de masse pour l'eau, bien public
- Mai
  - 1er mai : 10 000 manifestants convergent vers Londres, Reclaim the streets, qui incite à la réappropriation des espaces publics,
  - Argentine près de 80 000 manifestants contre le FMI
- Juin
  - Argentine, plus de 7 millions de grévistes contre la loi du travail dictée par le FMI.
  - 30 juin : Millau, France, rassemblement de 100 000 personnes pour soutenir la Conf dans le "procès Macdo"
- Juillet
  - Okinawa Japon 5 000 manifestants contre la BM
  - Juillet-Août : aux EU, manifestations durant les conventions des partis : républicain (juillet), démocrate (août),
- Septembre
  - Melbourne, Australie : Forum économique mondial 10 000  à   30 000 manifestants lors de la journée nommée S11
  - Prague (Tchéquie) : rencontre de la BM et du FMI : protestations dans 44 pays et plus d'une centaine de villes. à Prague, 20 000 manifestants. 500 arrestations. réunion écourtée de son dernier jour à cause des manifestations[10].
- Octobre
  - 17 octobre : conclusion de la Marche mondiale des Femmes contre la pauvreté et la violence envers les femmes : manifestations dans de nombreux pays (dont 300 000 manifestantes en Inde); manifestations finales à Washington et à New York : remise de pétitions au siège de l'ONU ainsi qu'une série de propositions pour éradiquer la pauvreté et la violence.
  - Séoul Corée du Sud ASEAN traité, manifestation de 20 000 travailleurs et étudiants
- Novembre : Montréal, Québec, rencontre du G20 protestation
- Décembre : Nice, France, contre le sommet européen, manifestations durant plusieurs jours, 90 000  à   100 000 participants, dont les syndicats. présentation d'une charte sociale en contrepoint au traité de Nice

#### 2001
- Janvier
  - Davos, Suisse : l'autre Davos, conférences alternatives organisées parallèlement au Forum économique mondial et à Zurich, manifestations de protestations envers le WEF.
  - Porto Alegre organisation du premier Forum social mondial[Note 6]
- Avril : Québec, Canada, sommet des Amériques pour la Zone de libre-échange des Amériques(FTAA Free Trade Area of the America) 20 000 manifestants
- Juin
  - Göteborg, Suède Sommet européen 20 000 manifestants. 15 juin : reclaim the city party réprimée par les forces de l'ordre. 16 juin une marche pour une autre Europe
  - Salzbourg Autriche le FEM tandis qu'une conférence alternative organisée par ATTAC réunit quelques milliers de participants.
- Juillet : réunion du G8 à Gênes Italie : 100  à   300 000 manifestants. rencontre marquée par la mort d'un manifestant Carlo Giuliani tué par balle par la police italienne, et de manière générale par la violence de la police qui a dû assumer de nombreux procès, notamment pour torture[Note 7] « Ces jours là ont été bafoués et niés tous les droits que notre Constitution garantit aux personnes arrêtées et aux prisonniers. Aucun d’entre eux, italiens ou étrangers, n’a pu contacter un avocat, des parents, le consulat. Il ne fut communiqué à aucun d’entre eux le motif de leur arrestation, où ils se trouvaient, où ils seraient emmenés ensuite. Bien que nombre d’entre eux étaient blessés (68 d’entre eux venaient de l’Ecole Diaz), ils n’ont pas été soignés, ils ont dû signer de fausses déclarations sous la contrainte et déclarer qu’ils ne voulaient pas contacter d’avocats ou leur consulat. Aucun d’entre eux n’a eu le droit de manger, boire, dormir, ils furent obligés de rester debout contre le mur, bras levés, pendant de nombreuses heures. »— Enrica Bartesaghi, 2002, [13],[14]
- Septembre
  - Réunion de la BM à Washington annulée (à cause des attentats du 11 septembre)
  - 29 septembre à Washington, DC, manifestations anticapitalistes et contre la guerre, (dcS29)
  - Cochabamba, Bolivie : troisième réunion de Action mondiale des peuples
- Novembre : Doha Qatar réunion de l'OMC - actions organisées dans près d'une centaine de villes dans le monde, dont New Delhi (25 000 manifestants)
- Décembre : Bruxelles Belgique sommet UE journée D13 : 80 000  à   100 000 personnes dans la marche pour une autre Europe, le lendemain, journée D14 : 25 000 personnes

#### 2002
- Janvier
  - Belém (Brésil) Forum des régions amazoniennes, avec les peuples indigènes, débat sur la conservation de la forêt amazonienne
  - Bamako (Mali) premier Forum Social Africain (FSA)
  - Beyrouth (Liban) Forum du Moyen-Orient (date décembre 2001 ou janvier 2002)
- Février
  - Le FEM se réunit à New-York au lieu du traditionnel Davos tandis qu'à Porto Alegre se tient le deuxième Forum social mondial (du 31 janvier au 5 février 2002)
  - Porto Alegre Tribunal des Peuples contre la Dette
- Mars : Barcelone, (Espagne), sommet de l'UE : 200 000 manifestants pour une autre Europe, alors que les frontières avaient été bloquées
- Avril : Washington, DC (War on Terrorism) manifestation pour la paix
- Juin
  - Calgary, Alberta, et Ottawa, Ontario, sommet du G8 à Kananaskis, Alberta : manifestations des J26
  - En parallèle du Sommet de l'alimentation de l'Organisation des Nations unies pour l'alimentation et l'agriculture (FAO) - Forum parallèle des ONG avec Via campesina thème principal de la rencontre : la souveraineté alimentaire
- Juillet : Siby (Mali), rencontre pour une nouvelle stratégie de coopération pour le développement africain (NEPAD)[Note 8] - premier Forum des peuples
- Août : Johannesbourg (Afrique du Sud), troisième Sommet de la Terre, pour le développement durable, présence chaque jour de manifestations pour appuyer un programme de développement durable[15] de 15 000  à   40 000 personnes
- Septembre : Washington, DC, BM/FMI
- Novembre : le premier Forum social européen à Florence, Italie

#### 2003

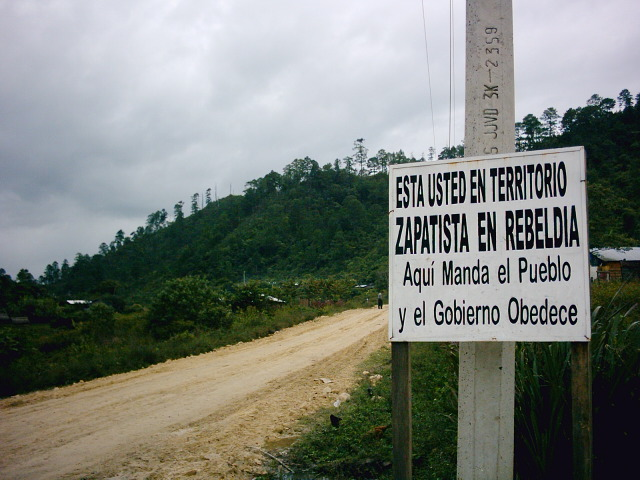
Loin de parvenir à une normalisation pour le pouvoir mexicain, les zones insurgées du Chiapas se dotent en 2003 d'assemblées locales nommées junta de buen gobierno : de l'autodétermination en 1994, on parvient quasiment à une situation d'autonomie localement.

Démarrage d'initiatives de communes, municipalités ou régions « hors-AGCS »
- Janvier
  - Porto Alegre troisième Forum social mondial - présence de Chavez - marche contre le néolibéralisme (entre 70 000  et   140 000 manifestants)
  - Hyderabad (Inde) : le premier Forum social asiatique, plus de 20 000 participants
  - Addis-Abeba Éthiopie  deuxième Forum Social Africain (FSA)
- Février, Mars, avril : manifestations de protestations contre la guerre en Iraq partout dans le monde (estimation de 12 millions de participants au total)
- Juin
  - Contre-sommet du G8 d'Évian (France) organisé à Genève, Lausanne (Suisse) et Annemasse (France). Manifestations, actes de vandalisme, blocage du pont d'Aubonne (Suisse) (un blessé grave); VAAG organisation d'un Village alternatif anticapitaliste à Annemasse.
  - Sacramento, (EU) manifestations contre la Convention internationale des biotechnologies : propositions avancées : pour la biodiversité, pour la permaculture, pour l'agriculture biologique : « nous pouvons nous nourrir nous-mêmes »[16]
  - Dacca (Bangladesh) : réunion des pays les moins avancés, qui élaborent la déclaration de Dhaka, exprimant leur inquiétude par rapport à l'OMC, et du peu de progrès par rapport aux engagements pris à leurs égards.
- Juillet
  - Montréal, rencontre de l'OMC : marche
  - Mali deuxième Forum des peuples
- Août
  - Causse du Larzac, France : les rencontres du Larzac 2003 : 200 000 personnes contre l'AGCS.
- Septembre
  - Cancún, Mexique : Protestation contre l'AGCS à la cinquième conférence ministérielle de l'OMC. La proposition de l'AGCS échoue.
  - Suicide à Cancún, lors d'une manifestation, de Lee Kyung-hae, fermier sud-coréen, porte-parole d'agriculteurs.
- Novembre
  - Paris deuxième Forum social européen (en même temps le forum européen des autorités locales à Saint-Denis (Paris))
  - Miami mobilisation contre le traité de Zone de libre-échange des Amériques (FTAA)
- Octobre : Dublin rendez-vous « régional » du Forum économique mondial est annulé : des actions avaient commencé dès février à Dublin

#### 2004
- Janvier
  - Bombay (Mumbai, Inde) :  quatrième Forum social mondial : entre 80 000  et   100 000 participants
  - 1re journée internationale d'action "Europe sans frontières" pour la régularisation des sans-papiers, l'ouverture des frontières : dans 50 villes de 11 pays d'Europe, organisé par le réseau No Border[17]
- Mai : forum mondial des autorités locales (Barcelone ?)
- Juillet
  - Quito Équateur premier Forum social des Amériques 400 conférences, tables rondes, etc. et la tenue d'un forum des autorités locales des Amériques[Note 9]
  - Mali troisième Forum des peuples
- Octobre : Londres troisième Forum social européen
- Décembre : Lusaka, Zambie troisième Forum Social Africain

#### 2005
- Europe, le projet de traité de constitution provoque de larges débats, spécialement en France dans le mouvement altermondialiste

- Janvier : cinquième Forum social mondial à Porto Alegre 120 000 participants. Manifeste de Porto Alegre
- Février : Fin de l'affaire McLibel
- Mars : Genève Forum alternatif mondial de l'eau(FAME 2005)
- Avril :
  - deuxième journée européenne sans frontières pour la liberté de circulation, droit de séjour organisée par No Border network
  - Russie, Moscou premier Forum social russe rassemblant plus d'un millier de personnes Editor's Cut | The Nation
- 29 mai 2005: succès du référendum en France sur le TCE : rejet du texte de la constitution, jugée libérale par les organisations altermondialistes, comme ATTAC.
- Juillet
  - Edimbourg, Glasgow et Gleneagles, mobilisations contre le 31e sommet du G8
  - Fana (Mali) quatrième Forum des peuples organisé aussi en parallèle au G8
- Août : Porto Alegre Forum international des peuples indigènes
- Décembre
  - Hong Kong sommet de l'OMC, la ville est contrôlée
  - Conakry quatrième Forum Social Africain

#### 2006
- 12 janvier 2006 : Le Tribunal de Versailles relaxe José Bové, reconnaissant l'état de nécessité qui justifie la neutralisation des essais OGM.
- Le FSM est polycentré :
  - Janvier : Caracas (Venezuela) et Bamako (Mali).
  - Mars : Karachi (Pakistan)
- Mai : quatrième Forum social européen à Athènes
- Juillet : Russie, Saint-Pétersbourg, 32e sommet du G8 et deuxième Forum social russe en parallèle avec environ un millier de participants[18].

#### 2007
- Janvier : septième FSM à Nairobi (Kenya)
- Mai : Forum Social du Maghreb
- 7 juin - 1er juillet : Atlanta accueille le premier Forum social des États-Unis[19].

#### 2009
- Forum social à Belém (Brésil)

#### 2010
- Avril : premier Sommet de peuples à Cochabamba (Bolivie).

#### 2011
- Forum social à Dakar (Sénégal.

#### 2012
- Juin : deuxième Sommet des peuples à Rio de Janeiro (Brésil) en marge du sommet officiel Rio+20[20].